# IJse
 (juillet 2014).
Si vous disposez d'ouvrages ou d'articles de référence ou si vous connaissez des sites web de qualité traitant du thème abordé ici, merci de compléter l'article en donnant les références utiles à sa vérifiabilité et en les liant à la section « Notes et références ».
L'IJse, en français Yssche ou Yse (en néerlandais : IJse) est un affluent de la Dyle situé dans le bassin versant de l'Escaut.

## Géographie
Sa source se trouve dans la forêt de Soignes au sud de Bruxelles, entre les communes Rhode-Saint-Genèse et Hoeilaart dans le Brabant flamand.

La vallée de l’Yse traverse les villages suivants : Hoeilaart, Overijse, Huldenberg, Loonbeek et Neerijse. C’est à Neerijse, un village faisant partie de la commune de Huldenberg, que l’Yse se jette dans la Dyle. 

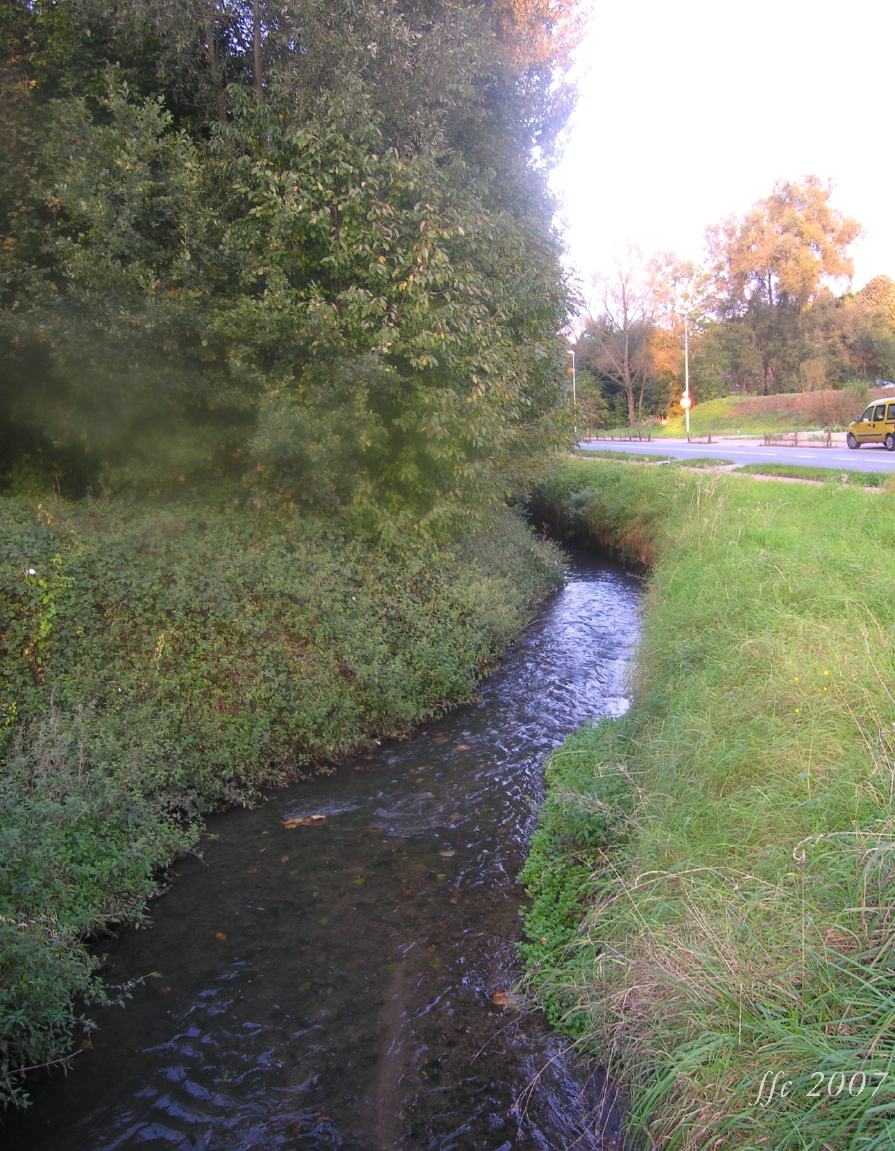
L'Yse entre Overijse et Huldenberg
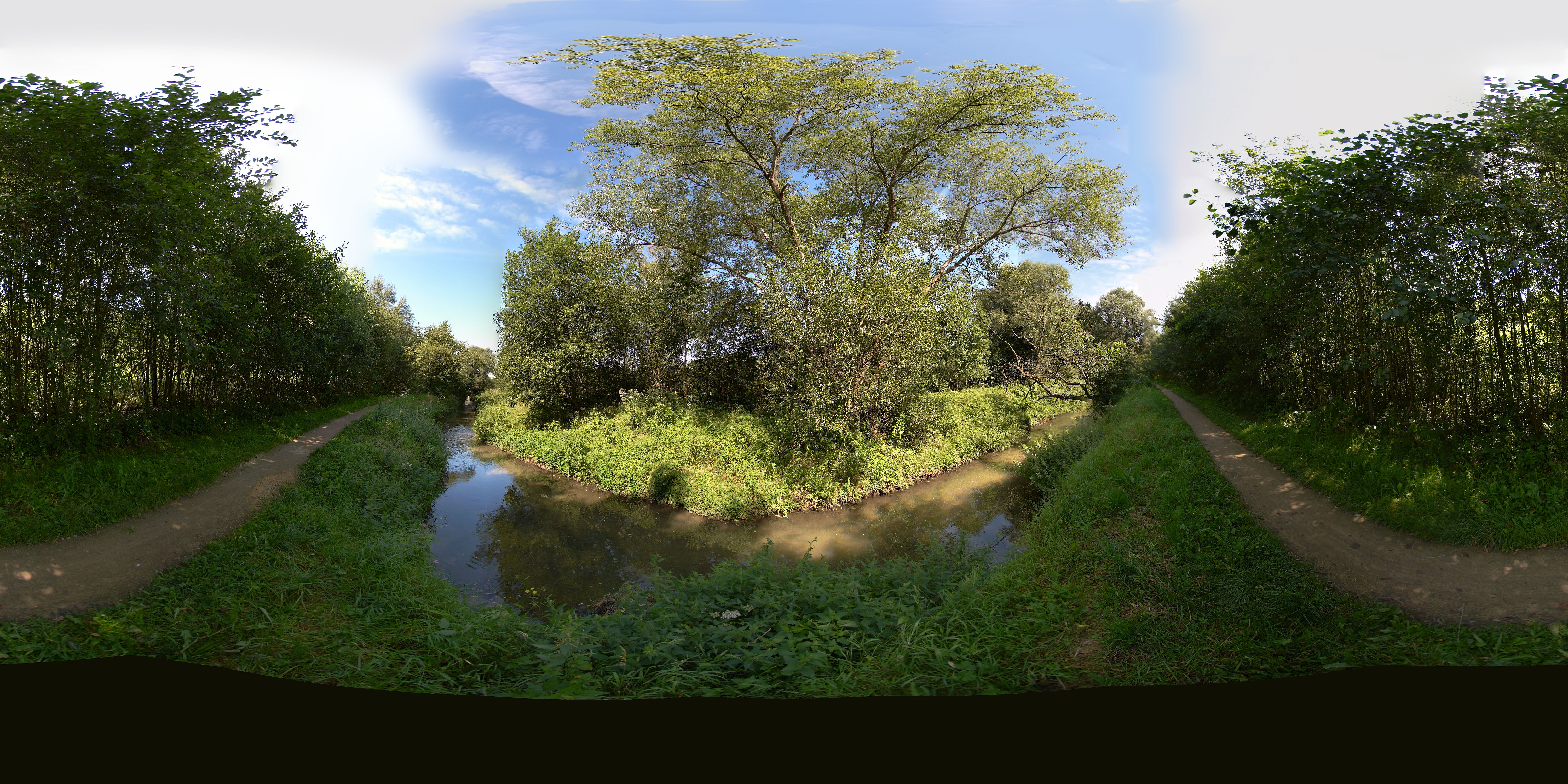
Panorama de l'Yse à Huldenberg
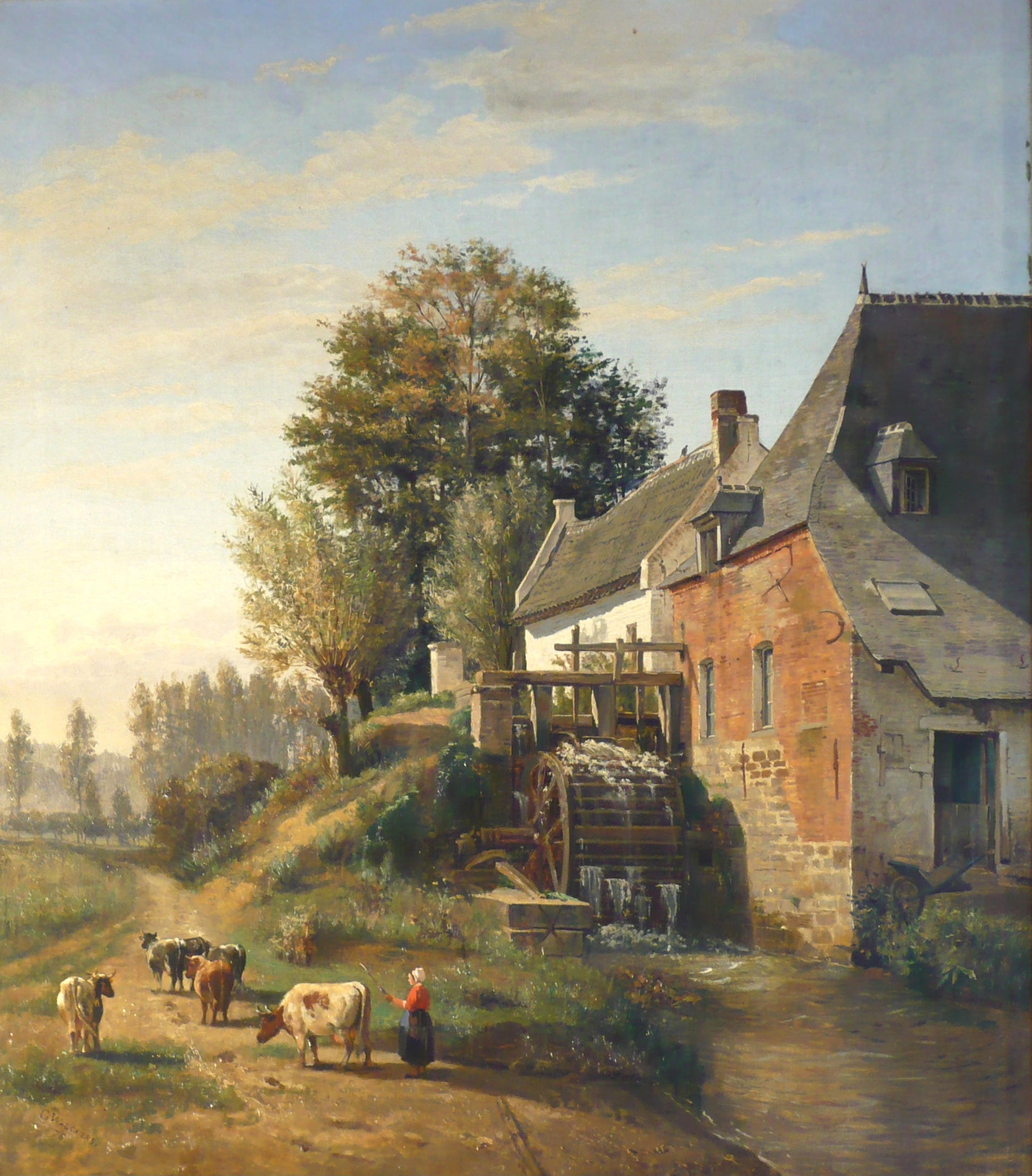
Moulin sur la rivière Yssche, 1878, peinture de Gustave Walckiers (1831-1891)

## Histoire
Les localités Overijse et Neerijse tirent leur nom de l'Yse. Leur nom veut dire littéralement au-dessus de l'Yse et en dessous de l'Yse.
Une des deux fanfares de Huldenberg porte également un nom qui fait référence à l'Yssche: Koninklijke Harmonie de Ysschegalm.